# Lycium puberulum
Lycium puberulum ist eine Pflanzenart aus der Gattung der Bocksdorne (Lycium) in der Familie der Nachtschattengewächse (Solanaceae).

## Beschreibung
Lycium puberulum ist ein 1 bis 2 m hoher, spärlich verzweigter, gespreizt wachsender Strauch, der mit Stacheln bewehrt ist. Die Laubblätter sind bläulich-grün, auch die Behaarung besteht aus bläulich-grünen Trichomen. Die Blätter erreichen eine Länge von 6 bis 40 mm, die Breite beträgt 2,5 bis 11 mm.
Die Blüten sind zwittrig und fünfzählig. Der Kelch ist glockenförmig und unbehaart. Die Kelchröhre wird 5 bis 8 mm lang, die Kelchzipfel sind in etwa genauso lang oder länger. Die Krone ist breit eiförmig oder umgekehrt eiförmig, blass lavendelfarben oder grünlich gefärbt, die Adern sind dunkler. Die Kronröhre ist 7 bis 13 mm lang, die Länge der Kronlappen beträgt 2 bis 3 mm. Die Staubfäden sind entlang des unteren Drittels innerhalb der Kronröhre behaart, ansonsten aber unbehaart.
Die Frucht ist eine blass orange-gelbe Beere mit einer Einschnürung unterhalb der Mitte. Der Bereich oberhalb der Einschnürung ist deutlich größer als der untere Bereich. Die Beere erreicht eine Länge von 4 bis 9 mm. Sie enthält zwei bis vier Samen.
Die Chromosomenzahl von Lycium puberulum var. berberidoides beträgt 2n = 24.

## Vorkommen
Die Art ist in Nordamerika verbreitet und kommt dort in den mexikanischen Bundesstaaten Chihuahua, Coahuila und Durango sowie im US-amerikanischen Bundesstaat Texas vor.

## Systematik

### Innere Systematik
Innerhalb der Art werden zwei Varietäten unterschieden:
- Lycium puberulum var. puberulum
- Lycium puberulum var. berberidoides (Correll) F.Chiang

### Äußere Systematik
Molekularbiologische Untersuchungen platzieren die Art zusammen mit Lycium cooperi, Lycium macrodon, Lycium pallidum und Lycium shockleyi in eine Klade, die innerhalb der Gattung Lycium als Schwesterklade zur eigenständig geführten Gattung Grabowskia steht.

## Nachweise

### Hauptbelege
- J.S. Miller und R.A. Levin: Lycium puberulum. In: Project Lycieae